# Deográcias de Cartago
Deográcias de Cartago (em latim: Deogratias) foi bispo de Cartago de 24 de outubro de 456 até 05 de janeiro de 457. Seu nome é um teofórico. Pouco se sabe sobre ele. Em 456, após mais de uma década com a sé de Cartago vagante após a expulsão de Quodvultdeus pelo rei Genserico (r. 428–477) do Reino Vândalo, foi nomeado para sucedê-lo. Nesse ofício, vendeu as suas posses e as posses de sua igreja, inclusive os vasos sagrados do altar, para comprar a liberdade dos romanos capturados durante o Saque de Roma de 455. Para os libertos, deu abrigo e comida e cuidou dos enfermos. Por ser muito idoso, morreria pouco tempo após ter assumido. Seu biógrafo, Vitor de Vita, enalteceu a sua santidade e feitos e alegou que a Igreja da África gozou de prosperidade à época. É tido como santo, e seu dia é dado variadamente como 5 de janeiro, 12 ou 22 de março.